# Angiopteris ferox
Angiopteris ferox är en kärlväxtart som beskrevs av Edwin Bingham Copeland. Angiopteris ferox ingår i släktet Angiopteris och familjen Marattiaceae. Inga underarter finns listade i Catalogue of Life.